# Oscar-díj a legjobb férfi mellékszereplőnek
A legjobb férfi mellékszereplőnek járó Oscar-díjat 1937 óta adja át az amerikai Filmművészeti és Filmtudományi Akadémia.
A jelöltek listáját az Akadémia filmszínész tagjai állítják össze, de az Akadémia teljes tagsága szavazhat rájuk.
Eredetileg ennek a díjnak a nyertese csak egy emlékplakettet kapott, az 1944-es 16. gálától kezdve kaptak szobrot.
Háromszor vehette át a rangos elismerést Walter Brennan, 1936-ban, 1938-ban és 1940-ben. Kétszer nyerte el a díjat ebben a kategóriában Anthony Quinn, Melvyn Douglas, Peter Ustinov, Jason Robards, Michael Caine, Christoph Waltz és Mahershala Ali.
A kettő (vagy egyetlen esetben, három Oscar-díjjal rendelkező Jack Nicholson) filmsztárok közül többen is voltak, akik egyik díjukat ezen kategóriában, másik díjukat a legjobb főszereplői kategóriában nyerték: Robert De Niro, Jack Lemmon, Jack Nicholson, Gene Hackman, Kevin Spacey és Denzel Washington.

## Győztesek és jelöltek
A kialakult gyakorlat szerint a filmek a megjelenés dátuma szerint kerülnek listázásra: például az „1999 legjobb férfi mellékszereplője” Oscar-díját a 2000-es díjosztó ceremónián hirdették ki. Az alábbi listában minden évnél az első helyen a győztes áll, őt követi a többi jelölt.

### 1930-as évek
| 1936 (9. gála)     |                       |                              |                                |        |
| Walter Brennan     |                       | Come and Get It              | Swan Bostrom                   | [ 6 ]  |
| Mischa Auer        | Godfrey, a lakáj      | My Man Godfrey               | Carlo                          | [ 6 ]  |
| Stuart Erwin       |                       | Pigskin Parade               | Amos Dodd                      | [ 6 ]  |
| Basil Rathbone     | Rómeó és Júlia        | Romeo and Juliet             | Tybalt                         | [ 6 ]  |
| Akim Tamiroff      | Kínai arany           | The General Died at Dawn     | Yang tábornok                  | [ 6 ]  |
| 1937 (10. gála)    |                       |                              |                                |        |
| Joseph Schildkraut | Zola élete            | The Life of Emile Zola       | Alfred Dreyfus                 | [ 8 ]  |
| Ralph Bellamy      | Kár volt hazudni      | The Awful Truth              | Dan Leeson                     | [ 8 ]  |
| Thomas Mitchell    | Hurrikán              | The Hurricane                | Dr. Kersaint                   | [ 8 ]  |
| H. B. Warner       | A Kék Hold völgye     | Lost Horizon                 | Chang                          | [ 8 ]  |
| Roland Young       | Szőke kísértet        | Topper                       | Cosmo Topper                   | [ 8 ]  |
| 1938 (11. gála)    |                       |                              |                                |        |
| Walter Brennan     | Kentucky              | Kentucky                     | Peter Goodwin                  | [ 9 ]  |
| John Garfield      | Négy lány             | Four Daughters               | Mickey Borden                  | [ 9 ]  |
| Gene Lockhart      | Algír                 | Algiers                      | Regis                          | [ 9 ]  |
| Basil Rathbone     |                       | If I Were King               | XVI. Lajos király              | [ 9 ]  |
| Robert Morley      | Marie Antoinette      | Marie Antoinette             | XI. Lajos király               | [ 9 ]  |
| 1939 (12. gála)    |                       |                              |                                |        |
| Thomas Mitchell    | Hatosfogat            | Stagecoach                   | Dr. Josiah Boone               | [ 10 ] |
| Brian Aherne       |                       | Juarez                       | I. Miksa mexikói császár       | [ 10 ] |
| Harry Carey        | Becsületből elégtelen | Mr. Smith Goes to Washington | a szenátus elnöke              | [ 10 ] |
| Claude Rains       | Becsületből elégtelen | Mr. Smith Goes to Washington | Joseph Harrison Paine szenátor | [ 10 ] |
| Brian Donlevy      | Kék csillag           | Beau Geste                   | Markoff őrmester               | [ 10 ] |

### 1940-es évek
| 1940 (13. gála)    |                              |                                  |                                       |        |
| Walter Brennan     | Ember a láthatáron           | The Westerner                    | Roy Bean bíró                         | [ 11 ] |
| Albert Basserman   | Boszorkánykonyha             | Foreign Correspondent            | Van Meer                              | [ 11 ] |
| William Gargan     |                              | They Knew What They Wanted       | Joe                                   | [ 11 ] |
| Jack Oakie         | A diktátor                   | The Great Dictator               | Benzino Napaloni (Baktéria diktátora) | [ 11 ] |
| James Stephenson   | A levél                      | The Letter                       | Howard Joyce                          | [ 11 ] |
| 1941 (14. gála)    |                              |                                  |                                       |        |
| Donald Crisp       | Hová lettél, drága völgyünk? | How Green Was My Valley          | Gwilym Morgan                         | [ 12 ] |
| Walter Brennan     | York őrmester                | Sergeant York                    | Rosier Pile lelkész                   | [ 12 ] |
| Charles Coburn     |                              | The Devil and Miss Jones         | John P. Merrick                       | [ 12 ] |
| James Gleason      |                              | Here Comes Mr. Jordan            | Max Corkle                            | [ 12 ] |
| Sydney Greenstreet | A máltai sólyom              | The Maltese Falcon               | Kasper Gutman                         | [ 12 ] |
| 1942 (15. gála)    |                              |                                  |                                       |        |
| Van Heflin         |                              | Johnny Eager                     | Jeff Hartnett                         | [ 13 ] |
| William Bendix     |                              | Wake Island                      | Aloysius "Smacksie" Randall közlegény | [ 13 ] |
| Walter Huston      |                              | Yankee Doodle Dandy              | Jerry Cohan                           | [ 13 ] |
| Frank Morgan       | Kedves csirkefogók           | Tortilla Flat                    | Kalóz                                 | [ 13 ] |
| Henry Travers      |                              | Mrs. Miniver                     | James Ballard                         | [ 13 ] |
| 1943 (16. gála)    |                              |                                  |                                       |        |
| Charles Coburn     | Társbérlet                   | The More the Merrier             | Benjamin Dingle                       | [ 14 ] |
| Charles Bickford   | Bernadette                   | The Song of Bernadette           | Peyramale atya                        | [ 14 ] |
| J. Naish           | Szahara                      | Sahara                           | Giuseppe                              | [ 14 ] |
| Claude Rains       | Casablanca                   | Casablanca                       | Louis Renault százados                | [ 14 ] |
| Akim Tamiroff      | Akiért a harang szól         | For Whom the Bell Tolls          | Pablo                                 | [ 14 ] |
| 1944 (17. gála)    |                              |                                  |                                       |        |
| Barry Fitzgerald   | A magam útját járom          | Going My Way                     | Fitzgibbon atya                       | [ 16 ] |
| Hume Cronyn        | A hetedik kereszt            | The Seventh Cross                | Paul Roeder                           | [ 16 ] |
| Claude Rains       |                              | Mr. Skeffington                  | Job Skeffington                       | [ 16 ] |
| Clifton Webb       | Valakit megöltek             | Laura                            | Waldo Lydecker                        | [ 16 ] |
| Monty Woolley      | Mióta távol vagy             | Since You Went Away              | William G. Smollett ezredes           | [ 16 ] |
| 1945 (18. gála)    |                              |                                  |                                       |        |
| James Dunn         |                              | A Tree Grows In Brooklyn         | Johnny Nolan                          | [ 16 ] |
| Michael Chekhov    | Elbűvölve                    | Spellbound                       | Dr. Alexander "Alex" Brulov           | [ 16 ] |
| John Dall          | Zöld a vetés                 | The Corn Is Green                | Morgan Evans                          | [ 16 ] |
| Robert Mitchum     |                              | The Story of G.I. Joe            | Bill Walker hadnagy/százados          | [ 16 ] |
| J. Naish           |                              | A Medal for Benny                | Charley Martin                        | [ 16 ] |
| 1946 (19. gála)    |                              |                                  |                                       |        |
| Harold Russell     | Életünk legszebb évei        | The Best Years of Our Lives      | Homer Parrish                         | [ 17 ] |
| Charles Coburn     |                              | The Green Years                  | Alexander Gow                         | [ 17 ] |
| William Demarest   |                              | The Jolson Story                 | Steve Martin                          | [ 17 ] |
| Claude Rains       | Forgószél                    | Notorious                        | Alexander Sebastian                   | [ 17 ] |
| Clifton Webb       |                              | The Razor’s Edge                 | Elliott Templeton                     | [ 17 ] |
| 1947 (20. gála)    |                              |                                  |                                       |        |
| Edmund Gwenn       | Csoda a 34. utcában          | Miracle on 34th Street           | Kris Kringle                          | [ 18 ] |
| Charles Bickford   |                              | The Farmer’s Daughter            | Joseph Clancy                         | [ 18 ] |
| Thomas Gomez       |                              | Ride the Pink Horse              | Pancho                                | [ 18 ] |
| Robert Ryan        | Kereszttűz                   | Crossfire                        | Montgomery                            | [ 18 ] |
| Richard Widmark    |                              | Kiss of Death                    | Tommy Udo                             | [ 18 ] |
| 1948 (21. gála)    |                              |                                  |                                       |        |
| Walter Huston      | A Sierra Madre kincse        | The Treasure of the Sierra Madre | Howard                                | [ 19 ] |
| Charles Bickford   |                              | Johnny Belinda                   | Black McDonald                        | [ 19 ] |
| José Ferrer        | Szent Johanna                | Joan of Arc                      | VII. Károly                           | [ 19 ] |
| Oscar Homolka      |                              | I Remember Mama                  | Chris Halverson nagybácsi             | [ 19 ] |
| Cecil Kellaway     |                              | The Luck of the Irish            | Horace, kobold                        | [ 19 ] |
| 1949 (22. gála)    |                              |                                  |                                       |        |
| Dean Jagger        | Szárnyaló bátorság           | Twelve O’Clock High              | Harvey Stovall őrnagy                 | [ 20 ] |
| John Ireland       | A király összes embere       | All the King’s Men               | Jack Burden                           | [ 20 ] |
| Arthur Kennedy     |                              | Champion                         | Connie Kelly                          | [ 20 ] |
| Ralph Richardson   | Az örökösnő                  | The Heiress                      | Dr. Austin Sloper                     | [ 20 ] |
| James Whitmore     | Csatatér                     | Battleground                     | Kinnie őrmester                       | [ 20 ] |

### 1950-es évek
| 1950 (23. gála)    |                                          |                              |                                    |        |
| George Sanders     | Mindent Éváról                           | All About Eve                | Addison DeWitt                     | [ 21 ] |
| Jeff Chandler      |                                          | Broken Arrow                 | Cochise                            | [ 21 ] |
| Edmund Gwenn       |                                          | Mister 880                   | "Skipper" Miller                   | [ 21 ] |
| Sam Jaffe          | Aszfaltdzsungel                          | The Asphalt Jungle           | Dr. Erwin Riedenschneider          | [ 21 ] |
| Erich von Stroheim | Alkony sugárút                           | Sunset Blvd.                 | Max von Meyerling                  | [ 21 ] |
| 1951 (24. gála)    |                                          |                              |                                    |        |
| Karl Malden        | A vágy villamosa                         | A Streetcar Named Desire     | Harold "Mitch" Mitchell            | [ 22 ] |
| Leo Genn           | Quo vadis                                | Quo vadis                    | Petronius                          | [ 22 ] |
| Peter Ustinov      | Quo vadis                                | Quo vadis                    | Nero                               | [ 22 ] |
| Kevin McCarthy     | Az ügynök halála                         | Death of a Salesman          | Biff Loman                         | [ 22 ] |
| Gig Young          |                                          | Come Fill the Cup            | Boyd Copeland                      | [ 22 ] |
| 1952 (25. gála)    |                                          |                              |                                    |        |
| Anthony Quinn      | Viva Zapata!                             | Viva Zapata!                 | Eufemio Zapata                     | [ 23 ] |
| Richard Burton     |                                          | My Cousin Rachel             | Philip Ashley                      | [ 23 ] |
| Arthur Hunnicutt   | Határtalan horizont                      | The Big Sky                  | Zeb Calloway                       | [ 23 ] |
| Victor McLaglen    | A nyugodt férfi                          | The Quiet Man                | Will "Red" Danaher                 | [ 23 ] |
| Jack Palance       | Hirtelen félelem                         | Sudden Fear                  | Lester Blaine                      | [ 23 ] |
| 1953 (26. gála)    |                                          |                              |                                    |        |
| Frank Sinatra      | Most és mindörökké                       | From Here to Eternity        | Angelo Maggio közlegény            | [ 24 ] |
| Eddie Albert       | Római vakáció                            | Roman Holiday                | Irving Radovich                    | [ 24 ] |
| Brandon de Wilde   | Idegen a vadnyugaton                     | Shane                        | Joey Starrett                      | [ 24 ] |
| Jack Palance       | Idegen a vadnyugaton                     | Shane                        | Jack Wilson                        | [ 24 ] |
| Robert Strauss     | A 17-es fogolytábor                      | Stalag 17                    | Stanislas "Animal" Kasava őrmester | [ 24 ] |
| 1954 (27. gála)    |                                          |                              |                                    |        |
| Edmond O’Brien     | Mezítlábas grófnő                        | The Barefoot Contessa        | Oscar Muldoon                      | [ 26 ] |
| Lee J. Cobb        | A rakparton                              | On the Waterfront            | Johnny Friendly                    | [ 26 ] |
| Karl Malden        | A rakparton                              | On the Waterfront            | Barry atya                         | [ 26 ] |
| Rod Steiger        | A rakparton                              | On the Waterfront            | Charley "The Gent" Malloy          | [ 26 ] |
| Tom Tully          | Zendülés a Caine hadihajón               | The Caine Mutiny'            | DeVriess parancsnok                | [ 26 ] |
| 1955 (28. gála)    |                                          |                              |                                    |        |
| Jack Lemmon        |                                          | Mr. Roberts                  | Frank Thurlowe Pulver              | [ 27 ] |
| Arthur Kennedy     |                                          | Trial                        | Barney Castle                      | [ 27 ] |
| Joe Mantell        | Marty                                    | Marty                        | Angie                              | [ 27 ] |
| Sal Mineo          | Haragban a világgal                      | Rebel Without a Cause        | John "Plato" Crawford              | [ 27 ] |
| Arthur O'Connell   | Piknik                                   | Picnic                       | Howard Bevans                      | [ 27 ] |
| 1956 (29. gála)    |                                          |                              |                                    |        |
| Anthony Quinn      | A nap szerelmese                         | Lust for Life                | Paul Gauguin                       | [ 28 ] |
| Don Murray         | Buszmegálló                              | Bus Stop                     | Beauregard "Bo" Decker             | [ 28 ] |
| Anthony Perkins    | Szemben az erőszakkal                    | Friendly Persuasion          | Josh Birdwell                      | [ 28 ] |
| Mickey Rooney      |                                          | The Bold and the Brave       | Dooley                             | [ 28 ] |
| Robert Stack       | A szélre írva                            | Written on the Wind          | Kyle Hadley                        | [ 28 ] |
| 1957 (30. gála)    |                                          |                              |                                    |        |
| Red Buttons        | Szajonara                                | Sayonara                     | Joe Kelly                          | [ 29 ] |
| Vittorio De Sica   | Búcsú a fegyverektől                     | A Farewell to Arms           | Alessandro Rinaldi őrnagy          | [ 29 ] |
| Sessue Hayakawa    | Híd a Kwai folyón                        | The Bridge on the River Kwai | Saito ezredes                      | [ 29 ] |
| Arthur Kennedy     | Peyton Place                             | Peyton Place                 | Lucas Cross                        | [ 29 ] |
| Russ Tamblyn       | Peyton Place                             | Peyton Place                 | Norman Page                        | [ 29 ] |
| 1958 (31. gála)    |                                          |                              |                                    |        |
| Burl Ives          | Idegen a cowboyok között                 | The Big Country              | Rufus Hannassey                    | [ 30 ] |
| Theodore Bikel     | A megbilincseltek                        | The Defiant Ones             | Max Muller seriff                  | [ 30 ] |
| Lee J. Cobb        | A Karamazov testvérek                    | The Brothers Karamazov       | Fjodor Karamazov                   | [ 30 ] |
| Arthur Kennedy     | Rohanva jöttek (Van, aki futva érkezett) | Some Came Running            | Frank Hirsh                        | [ 30 ] |
| Gig Young          | A nagy riport                            | Teacher’s Pet                | Dr. Hugo Pine                      | [ 30 ] |
| 1959 (32. gála)    |                                          |                              |                                    |        |
| Hugh Griffith      | Ben-Hur                                  | Ben-Hur                      | Sheik Ilderim                      | [ 32 ] |
| Arthur O'Connell   | Egy gyilkosság anatómiája                | Anatomy of a Murder          | Parnell Emmett McCarthy            | [ 32 ] |
| George C. Scott    | Egy gyilkosság anatómiája                | Anatomy of a Murder          | Claude Dancer                      | [ 32 ] |
| Robert Vaughn      |                                          | The Young Philadelphians     | Chester "Chet" Gwynn               | [ 32 ] |
| Ed Wynn            | Anna Frank naplója                       | The Diary of Anne Frank      | Albert Dussell                     | [ 32 ] |

### 1960-as évek
| 1960 (33. gála)    |                               |                                  |                              |        |
| Peter Ustinov      | Spartacus                     | Spartacus                        | Lentulus Batiatus            | [ 33 ] |
| Peter Falk         | Murder, Inc.                  | Murder, Inc.                     | Abe "Kid Twist" Reles        | [ 33 ] |
| Jack Kruschen      | Legénylakás                   | The Apartment                    | Dr. David Dreyfuss           | [ 33 ] |
| Sal Mineo          | Exodus                        | Exodus                           | Dov Landau                   | [ 33 ] |
| Chill Wills        | Alamo                         | The Alamo                        | A méhész                     | [ 33 ] |
| 1961 (34. gála)    |                               |                                  |                              |        |
| George Chakiris    | West Side Story               | West Side Story                  | Bernardo Nuñez               | [ 34 ] |
| Montgomery Clift   | Ítélet Nürnbergben            | Judgment at Nuremberg            | Rudolph Petersen             | [ 34 ] |
| Peter Falk         | Egy maroknyi csoda            | Pocketful of Miracles            | Joy Boy                      | [ 34 ] |
| Jackie Gleason     | A svindler                    | The Hustler                      | Minnesota Fats               | [ 34 ] |
| George C. Scott    | A svindler                    | The Hustler                      | Bert Gordon                  | [ 34 ] |
| 1962 (35. gála)    |                               |                                  |                              |        |
| Ed Begley          | Az ifjúság édes madara        | Sweet Bird of Youth              | Tom "Boss" Finley            | [ 36 ] |
| Victor Buono       | Mi történt Baby Jane-nel?     | What Ever Happened to Baby Jane? | Edwin Flagg                  | [ 36 ] |
| Telly Savalas      | Az alcatrazi ember            | Birdman of Alcatraz              | Feto Gomez                   | [ 36 ] |
| Omar Sharif        | Arábiai Lawrence              | Lawrence of Arabia               | Ali ibn el Kharish seriff    | [ 36 ] |
| Terence Stamp      | Billy Budd                    | Billy Budd                       | Billy Budd                   | [ 36 ] |
| 1963 (36. gála)    |                               |                                  |                              |        |
| Melvyn Douglas     | Hud                           | Hud                              | Homer Bannon                 | [ 37 ] |
| Nick Adams         | A becsület alkonya            | Twilight of Honor                | Ben Brown                    | [ 37 ] |
| Bobby Darin        |                               | Captain Newman M.D.              | Jim Tompkins tizedes         | [ 37 ] |
| Hugh Griffith      | Tom Jones                     | Tom Jones                        | Western földesúr             | [ 37 ] |
| John Huston        | A kardinális                  | The Cardinal                     | Glennon bíboros              | [ 37 ] |
| 1964 (37. gála)    |                               |                                  |                              |        |
| Peter Ustinov      | Topkapi                       | Topkapi                          | Arthur Simon Simpson         | [ 38 ] |
| John Gielgud       | Becket                        | Becket                           | VII. Lajos király            | [ 38 ] |
| Stanley Holloway   | My Fair Lady                  | My Fair Lady                     | Alfred Doolittle             | [ 38 ] |
| Edmond O’Brien     | Hét májusi nap                | Seven Days in May                | Raymond Clark szenátor       | [ 38 ] |
| Lee Tracy          | A legjobb ember               | The Best Man                     | Art Hockstader elnök         | [ 38 ] |
| 1965 (38. gála)    |                               |                                  |                              |        |
| Martin Balsam      | Ezer bohóc                    | A Thousand Clowns                | Arnold Burns                 | [ 39 ] |
| Ian Bannen         | A Főnix repülése              | The Flight of the Phoenix        | "Ratbags" Crow               | [ 39 ] |
| Tom Courtenay      | Doktor Zsivágó                | Doctor Zhivago                   | Pása Antyipov / Sztrelnyikov | [ 39 ] |
| Michael Dunn       | Bolondok hajója               | Ship of Fools                    | Carl Glocken                 | [ 39 ] |
| Frank Finlay       | Othello                       | Othello                          | Jágó                         | [ 39 ] |
| 1966 (39. gála)    |                               |                                  |                              |        |
| Walter Matthau     | Sógorom, a zugügyvéd          | The Fortune Cookie               | "Whiplash Willie" Gingrich   | [ 40 ] |
| Makoto Iwamatsu    | Homokkavicsok                 | The Sand Pebbles                 | Po-han                       | [ 40 ] |
| James Mason        | Georgy Girl                   | Georgy Girl                      | James Leamington             | [ 40 ] |
| George Segal       | Nem félünk a farkastól        | Who's Afraid of Virginia Woolf?  | Nick                         | [ 40 ] |
| Robert Shaw        | Egy ember az örökkévalóságnak | A Man for All Seasons            | VIII. Henrik király          | [ 40 ] |
| 1967 (40. gála)    |                               |                                  |                              |        |
| George Kennedy     | Bilincs és mosoly             | Cool Hand Luke                   | Dragline                     | [ 41 ] |
| John Cassavetes    | A piszkos tizenkettő          | The Dirty Dozen                  | Victor R. Franko             | [ 41 ] |
| Gene Hackman       | Bonnie és Clyde               | Bonnie és Clyde                  | Buck Barrow                  | [ 41 ] |
| Michael J. Pollard | Bonnie és Clyde               | Bonnie és Clyde                  | C. W. Moss                   | [ 41 ] |
| Cecil Kellaway     | Találd ki, ki jön vacsorára!  | Guess Who's Coming to Dinner     | Monsignor Mike Ryan          | [ 41 ] |
| 1968 (41. gála)    |                               |                                  |                              |        |
| Jack Albertson     |                               | The Subject Was Roses            | John Cleary                  | [ 42 ] |
| Seymour Cassel     | Arcok                         | Faces                            | Chet                         | [ 42 ] |
| Daniel Massey      | Sztár!                        | Star!                            | Noël Coward                  | [ 42 ] |
| Jack Wild          | Olivér!                       | Oliver!                          | Agyafúrt Vagány              | [ 42 ] |
| Gene Wilder        | Producerek                    | The Producers                    | Leo Bloom                    | [ 42 ] |
| 1969 (42. gála)    |                               |                                  |                              |        |
| Gig Young          | A lovakat lelövik, ugye?      | They Shoot Horses, Don’t They?   | Rocky Graver                 | [ 43 ] |
| Rupert Crosse      | Zsiványok                     | The Reivers                      | Ned McCaslin                 | [ 43 ] |
| Elliott Gould      | Bob és Carol és Ted és Alice  | Bob & Carol & Ted & Alice        | Ted Henderson                | [ 43 ] |
| Jack Nicholson     | Szelíd motorosok              | Easy Rider                       | George Hanson                | [ 43 ] |
| Anthony Quayle     | Anna ezer napja               | Anne of the Thousand Days        | Thomas Wolsey bíboros        | [ 43 ] |

### 1970-es évek
| 1970 (43. gála)       |                                    |                                 |                              |        |
| John Mills            | Ryan leánya                        | Ryan's Daughter                 | Michael                      | [ 44 ] |
| Richard S. Castellano | Szeretők és egyéb idegenek         | Lovers and Other Strangers      | Frank Vecchio                | [ 44 ] |
| Dan George            | Kis nagy ember                     | Little Big Man                  | idős Lodge Skins             | [ 44 ] |
| Gene Hackman          | Sohasem énekeltem az apámnak       | I Never Sang for My Father      | Gene Garrison                | [ 44 ] |
| John Marley           | Love Story                         | Love Story                      | Phil Cavalleri               | [ 44 ] |
| 1971 (44. gála)       |                                    |                                 |                              |        |
| Ben Johnson           | Az utolsó mozielőadás              | The Last Picture Show           | Sam az Oroszlán              | [ 45 ] |
| Jeff Bridges          | Az utolsó mozielőadás              | The Last Picture Show           | Duane Jackson                | [ 45 ] |
| Leonard Frey          | Hegedűs a háztetőn                 | Fiddler on the Roof             | Motel Kamzoil                | [ 45 ] |
| Richard Jaeckel       | Olykor egy nagy ötlet              | Sometimes a Great Notion        | Joe Ben Stamper              | [ 45 ] |
| Roy Scheider          | Francia kapcsolat                  | The French Connection           | Buddy "Cloudy" Russo         | [ 45 ] |
| 1972 (45. gála)       |                                    |                                 |                              |        |
| Joel Grey             | Kabaré                             | Cabaret                         | Konferanszié                 | [ 46 ] |
| Eddie Albert          | The Heartbreak Kid                 | The Heartbreak Kid              | Mr. Corcoran                 | [ 46 ] |
| James Caan            | A Keresztapa                       | The Godfather                   | Santino "Sonny" Corleone     | [ 46 ] |
| Robert Duvall         | A Keresztapa                       | The Godfather                   | Tom Hagen                    | [ 46 ] |
| Al Pacino             | A Keresztapa                       | The Godfather                   | Michael Corleone             | [ 46 ] |
| 1973 (46. gála)       |                                    |                                 |                              |        |
| John Houseman         | Vizsgaláz                          | The Paper Chase                 | Charles W. Kingsfield Jr.    | [ 47 ] |
| Vincent Gardenia      |                                    | Bang the Drum Slowly            | Dutch Schnell                | [ 47 ] |
| Jack Gilford          | Mentsük meg a tigrist!             | Save the Tiger                  | Phil Greene                  | [ 47 ] |
| Jason Miller          | Az ördögűző                        | The Exorcist                    | Damien Karras atya           | [ 47 ] |
| Randy Quaid           | Az utolsó szolgálat                | The Last Detail                 | Larry Meadows                | [ 47 ] |
| 1974 (47. gála)       |                                    |                                 |                              |        |
| Robert De Niro        | A Keresztapa II.                   | The Godfather Part II           | Vito Corleone                | [ 48 ] |
| Fred Astaire          | Pokoli torony                      | The Towering Inferno            | Harlee Claiborne             | [ 48 ] |
| Jeff Bridges          | Villám és Fürgeláb                 | Thunderbolt and Lightfoot       | Fürgeláb                     | [ 48 ] |
| Michael V. Gazzo      | A Keresztapa II.                   | The Godfather Part II           | Frank Pentangeli             | [ 48 ] |
| Lee Strasberg         | A Keresztapa II.                   | The Godfather Part II           | Hyman Roth                   | [ 48 ] |
| 1975 (48. gála)       |                                    |                                 |                              |        |
| George Burns          | Napsugár fiúk                      | The Sunshine Boys               | Al Lewis                     | [ 49 ] |
| Brad Dourif           | Száll a kakukk fészkére            | One Flew Over the Cuckoo's Nest | Billy Bibbit                 | [ 49 ] |
| Burgess Meredith      | A sáska napja                      | The Day of the Locust           | Harry Greener                | [ 49 ] |
| Chris Sarandon        | Kánikulai délután                  | Dog Day Afternoon               | Leon Shermer                 | [ 49 ] |
| Jack Warden           | Sampon                             | Shampoo                         | Lester Karpf                 | [ 49 ] |
| 1976 (49. gála)       |                                    |                                 |                              |        |
| Jason Robards         | Az elnök emberei                   | All the President's Men         | Ben Bradlee                  | [ 50 ] |
| Ned Beatty            | Hálózat                            | Network                         | Arthur Jensen                | [ 50 ] |
| Burgess Meredith      | Rocky                              | Rocky                           | Mickey Goldmill              | [ 50 ] |
| Burt Young            | Rocky                              | Rocky                           | Paulie Pennino               | [ 50 ] |
| Laurence Olivier      | Maraton életre-halálra             | Marathon Man                    | Dr. Christian Szell          | [ 50 ] |
| 1977 (50. gála)       |                                    |                                 |                              |        |
| Jason Robards         | Júlia                              | Julia                           | Dashiell Hammett             | [ 51 ] |
| Mikhail Baryshnikov   | A fordulópont                      | The Turning Point               | Yuri Kopeikine               | [ 51 ] |
| Peter Firth           | Equus                              | Equus                           | Alan Strang                  | [ 51 ] |
| Alec Guinness         | Star Wars IV. rész – Egy új remény | Star Wars                       | Obi-Wan Kenobi               | [ 51 ] |
| Maximilian Schell     | Júlia                              | Julia                           | Johann                       | [ 51 ] |
| 1978 (51. gála)       |                                    |                                 |                              |        |
| Christopher Walken    | A szarvasvadász                    | The Deer Hunter                 | Nikonar "Nick" Chevotarevich | [ 52 ] |
| Bruce Dern            | Hazatérés                          | Coming Home                     | Bob Hyde százados            | [ 52 ] |
| Richard Farnsworth    | Ha eljő a lovas                    | Comes a Horseman                | Dodger                       | [ 52 ] |
| John Hurt             | Éjféli expressz                    | Midnight Express                | Max                          | [ 52 ] |
| Jack Warden           | Az ég tud várni                    | Heaven Can Wait                 | Max Corkle                   | [ 52 ] |
| 1979 (52. gála)       |                                    |                                 |                              |        |
| Melvyn Douglas        | Isten hozta, Mister!               | Being There                     | Benjamin Rand                | [ 53 ] |
| Robert Duvall         | Apokalipszis most                  | Apocalypse Now                  | Bill Kilgore alezredes       | [ 53 ] |
| Frederic Forrest      | A Rózsa                            | The Rose                        | Houston Dyer                 | [ 53 ] |
| Justin Henry          | Kramer kontra Kramer               | Kramer vs. Kramer               | Billy Kramer                 | [ 53 ] |
| Mickey Rooney         | A fekete paripa                    | The Black Stallion              | Henry Dailey                 | [ 53 ] |

### 1980-as évek
| 1980 (53. gála)               |                                  |                                                   |                                                             |        |
| Timothy Hutton                | Átlagemberek                     | Ordinary People                                   | Conrad Jarrett                                              | [ 54 ] |
| Judd Hirsch                   | Átlagemberek                     | Ordinary People                                   | Dr. Tyrone C. Berger                                        | [ 54 ] |
| Michael O’Keefe               | A nagy Santini                   | The Great Santini                                 | Ben Meechum                                                 | [ 54 ] |
| Joe Pesci                     | Dühöngő bika                     | Raging Bull                                       | Joey LaMotta                                                | [ 54 ] |
| Jason Robards                 | Melvin és Howard                 | Melvin and Howard                                 | Howard Hughes                                               | [ 54 ] |
| 1981 (54. gála)               |                                  |                                                   |                                                             |        |
| John Gielgud                  | Arthur                           | Arthur                                            | Hobson                                                      | [ 55 ] |
| James Coco                    | Csak ha nevetek                  | Only When I Laugh                                 | Jimmy Perrino                                               | [ 55 ] |
| Ian Holm                      | Tűzszekerek                      | Chariots of Fire                                  | Sam Mussabini                                               | [ 55 ] |
| Jack Nicholson                | Vörösök                          | Reds                                              | Eugene O’Neill                                              | [ 55 ] |
| Howard Rollins                | Ragtime                          | Ragtime                                           | Coalhouse Walker Jr.                                        | [ 55 ] |
| 1982 (55. gála)               |                                  |                                                   |                                                             |        |
| Louis Gossett Jr.             | Garni-zóna                       | An Officer and a Gentleman                        | Emil Foley tüzérőrmester                                    | [ 56 ] |
| Charles Durning               | A legjobb bordélyház Texasban    | The Best Little Whorehouse in Texas               | Texas kormányzója                                           | [ 56 ] |
| John Lithgow                  | Garp szerint a világ             | The World According to Garp                       | Roberta Muldoon                                             | [ 56 ] |
| James Mason                   | Az ítélet                        | The Verdict                                       | Ed Concannon                                                | [ 56 ] |
| Robert Preston                | Viktor, Viktória                 | Victor/Victoria                                   | Carroll 'Toddy' Todd                                        | [ 56 ] |
| 1983 (56. gála)               |                                  |                                                   |                                                             |        |
| Jack Nicholson                | Becéző szavak                    | Terms of Endearment                               | Garrett Breedlove                                           | [ 57 ] |
| Charles Durning               | Lenni, vagy nem lenni            | To Be or Not to Be                                | Erhardt ezredes                                             | [ 57 ] |
| John Lithgow                  | Becéző szavak                    | Terms of Endearment                               | Sam Burns                                                   | [ 57 ] |
| Sam Shepard                   | Az igazak                        | The Right Stuff                                   | Chuck Yeager                                                | [ 57 ] |
| Rip Torn                      | Cross Creek                      | Cross Creek                                       | Marsh Turner                                                | [ 57 ] |
| 1984 (57. gála)               |                                  |                                                   |                                                             |        |
| Haing S. Ngor                 | Gyilkos mezők                    | The Killing Fields                                | Dith Pran                                                   | [ 58 ] |
| Adolph Caesar                 | Katonatörténet                   | A Soldier's Story                                 | Vernon Waters őrmester                                      | [ 58 ] |
| John Malkovich                | Hely a szívemben                 | Places in the Heart                               | Mr. Will                                                    | [ 58 ] |
| Pat Morita                    | Karate kölyök                    | The Karate Kid                                    | Mr. Miyagi                                                  | [ 58 ] |
| Ralph Richardson (posztumusz) | Greystoke – Tarzan, a majmok ura | Greystoke: The Legend of Tarzan, Lord of the Apes | Greystoke hatodik earlje                                    | [ 58 ] |
| 1985 (58. gála)               |                                  |                                                   |                                                             |        |
| Don Ameche                    | Selyemgubó                       | Cocoon                                            | Arthur Selwyn                                               | [ 59 ] |
| Klaus Maria Brandauer         | Távol Afrikától                  | Out of Africa                                     | Bror von Blixen-Finecke báró / Hans von Blixen-Finecke báró | [ 59 ] |
| William Hickey                | A Prizzik becsülete              | Prizzi's Honor                                    | Don Corrado Prizzi                                          | [ 59 ] |
| Robert Loggia                 | Kicsorbult tőr                   | Jagged Edge                                       | Sam Ransom                                                  | [ 59 ] |
| Eric Roberts                  | Szökevényvonat                   | Runaway Train                                     | Buck McGeehy                                                | [ 59 ] |
| 1986 (59. gála)               |                                  |                                                   |                                                             |        |
| Michael Caine                 | Hannah és nővérei                | Hannah and Her Sisters                            | Elliott Daniels                                             | [ 60 ] |
| Tom Berenger                  | A szakasz                        | Platoon                                           | Bob Barnes őrmester                                         | [ 60 ] |
| Willem Dafoe                  | A szakasz                        | Platoon                                           | Elias Grodin őrmester                                       | [ 60 ] |
| Denholm Elliott               | Szoba kilátással                 | A Room with a View                                | Mr. Emerson                                                 | [ 60 ] |
| Dennis Hopper                 | A legjobb dobás                  | Hoosiers                                          | Wilbur "Shooter" Flatch                                     | [ 60 ] |
| 1987 (60. gála)               |                                  |                                                   |                                                             |        |
| Sean Connery                  | Aki legyőzte Al Caponét          | The Untouchables                                  | Jimmy Malone                                                | [ 61 ] |
| Albert Brooks                 | A híradó sztárjai                | Broadcast News                                    | Aaron Altman                                                | [ 61 ] |
| Morgan Freeman                | A hamis riport                   | Street Smart                                      | Leo "Fast Black" Smalls Jr.                                 | [ 61 ] |
| Vincent Gardenia              | Holdkórosok                      | Moonstruck                                        | Cosmo Castorini                                             | [ 61 ] |
| Denzel Washington             | Kiálts szabadságért!             | Cry Freedom                                       | Steve Biko                                                  | [ 61 ] |
| 1988 (61. gála)               |                                  |                                                   |                                                             |        |
| Kevin Kline                   | A hal neve: Wanda                | A Fish Called Wanda                               | Otto West                                                   | [ 62 ] |
| Alec Guinness                 | Kis Dorrit                       | Little Dorrit                                     | William Dorrit                                              | [ 62 ] |
| Martin Landau                 | Tucker, az autóbolond            | Tucker: The Man and His Dream                     | Abe Karatz                                                  | [ 62 ] |
| River Phoenix                 | Üresjárat                        | Running on Empty                                  | Danny Pope                                                  | [ 62 ] |
| Dean Stockwell                | Keresztanya                      | Married to the Mob                                | Tony "Tigris" Russo                                         | [ 62 ] |
| 1989 (62. gála)               |                                  |                                                   |                                                             |        |
| Denzel Washington             | Az 54. hadtest                   | Glory                                             | Silas Trip közlegény                                        | [ 63 ] |
| Danny Aiello                  | Szemet szemért                   | Do the Right Thing                                | Sal Frangione                                               | [ 63 ] |
| Dan Aykroyd                   | Miss Daisy sofőrje               | Driving Miss Daisy                                | Boolie Werthan                                              | [ 63 ] |
| Marlon Brando                 | Száraz fehér évszak              | A Dry White Season                                | Ian Mackenzie                                               | [ 63 ] |
| Martin Landau                 | Bűnök és vétkek                  | Crimes and Misdemeanors                           | Judah Rosenthal                                             | [ 63 ] |

### 1990-es évek
| 1990 (63. gála)       |                                 |                           |                             |        |
| Joe Pesci             | Nagymenők                       | Goodfellas                | Tommy DeVito                | [ 64 ] |
| Bruce Davison         | Hosszútávú kapcsolat            | Longtime Companion        | David                       | [ 64 ] |
| Andy García           | A Keresztapa III.               | The Godfather Part III    | Vinnie Mancini-Corleone     | [ 64 ] |
| Graham Greene         | Farkasokkal táncoló             | Dances with Wolves        | Vergődő Madár               | [ 64 ] |
| Al Pacino             | Dick Tracy                      | Dick Tracy                | Alphonse "Nagymenő" Caprice | [ 64 ] |
| 1991 (64. gála)       |                                 |                           |                             |        |
| Jack Palance          | Irány Colorado!                 | City Slickers             | Curly Washburn              | [ 65 ] |
| Tommy Lee Jones       | JFK – A nyitott dosszié         | JFK                       | Clay Shaw                   | [ 65 ] |
| Harvey Keitel         | Bugsy                           | Bugsy                     | Mickey Cohen                | [ 65 ] |
| Ben Kingsley          | Bugsy                           | Bugsy                     | Meyer Lansky                | [ 65 ] |
| Michael Lerner        | Hollywoodi lidércnyomás         | Barton Fink               | Jack Lipnick                | [ 65 ] |
| 1992 (65. gála)       |                                 |                           |                             |        |
| Gene Hackman          | Nincs bocsánat                  | Unforgiven                | "Little" Bill Daggett       | [ 66 ] |
| Jaye Davidson         | Síró játék                      | The Crying Game           | Dil                         | [ 66 ] |
| Jack Nicholson        | Egy becsületbeli ügy            | A Few Good Men            | Nathan R. Jessep ezredes    | [ 66 ] |
| Al Pacino             | Glengarry Glen Ross             | Glengarry Glen Ross       | Richard "Ricky" Roma        | [ 66 ] |
| David Paymer          | Mr. Saturday Night              | Mr. Saturday Night        | Stan Young                  | [ 66 ] |
| 1993 (66. gála)       |                                 |                           |                             |        |
| Tommy Lee Jones       | A szökevény                     | The Fugitive              | Samuel Gerard marsall       | [ 67 ] |
| Leonardo DiCaprio     | Gilbert Grape                   | Gilbert Grape             | Arnold "Arnie" Grape        | [ 67 ] |
| Ralph Fiennes         | Schindler listája               | Schindler's List          | Amon Göth                   | [ 67 ] |
| John Malkovich        | Célkeresztben                   | In the Line of Fire       | Mitch Leary                 | [ 67 ] |
| Pete Postlethwaite    | Apám nevében                    | In the Name of the Father | Giuseppe Conlon             | [ 67 ] |
| 1994 (67. gála)       |                                 |                           |                             |        |
| Martin Landau         | Ed Wood                         | Ed Wood                   | Lugosi Béla                 | [ 68 ] |
| Samuel L. Jackson     | Ponyvaregény                    | Pulp Fiction              | Jules Winnfield             | [ 68 ] |
| Chazz Palminteri      | Lövések a Broadwayn             | Bullets over Broadway     | Cheech                      | [ 68 ] |
| Paul Scofield         | Kvíz-show                       | Quiz Show                 | Mark Van Doren              | [ 68 ] |
| Gary Sinise           | Forrest Gump                    | Forrest Gump              | Dan Taylor hadnagy          | [ 68 ] |
| 1995 (68. gála)       |                                 |                           |                             |        |
| Kevin Spacey          | Közönséges bűnözők              | The Usual Suspects        | Roger "Verbal" Kint         | [ 69 ] |
| James Cromwell        | Babe                            | Babe                      | Arthur Hoggett              | [ 69 ] |
| Ed Harris             | Apolló 13                       | Apollo 13                 | Gene Kranz                  | [ 69 ] |
| Brad Pitt             | 12 majom                        | 12 Monkeys                | Jeffrey Goines              | [ 69 ] |
| Tim Roth              | Rob Roy                         | Rob Roy                   | Archibald Cunningham        | [ 69 ] |
| 1996 (69. gála)       |                                 |                           |                             |        |
| Cuba Gooding Jr.      | Jerry Maguire – A nagy hátraarc | Jerry Maguire             | Rod Tidwell                 | [ 70 ] |
| William H. Macy       | Fargo                           | Fargo                     | Jerry Lundegaard            | [ 70 ] |
| Armin Mueller-Stahl   | Ragyogj!                        | Shine                     | Peter Helfgott              | [ 70 ] |
| Edward Norton         | Legbelső félelem                | Primal Fear               | Aaron Stampler              | [ 70 ] |
| James Woods           | Kísért a múlt                   | Ghosts of Mississippi     | Byron De La Beckwith        | [ 70 ] |
| 1997 (70. gála)       |                                 |                           |                             |        |
| Robin Williams        | Good Will Hunting               | Good Will Hunting         | Sean Maguire                | [ 71 ] |
| Robert Forster        | Jackie Brown                    | Jackie Brown              | Max Cherry                  | [ 71 ] |
| Anthony Hopkins       | Amistad                         | Amistad                   | John Quincy Adams           | [ 71 ] |
| Greg Kinnear          | Lesz ez még így se!             | As Good as It Gets        | Simon Bishop                | [ 71 ] |
| Burt Reynolds         | Boogie Nights                   | Boogie Nights             | Jack Horner                 | [ 71 ] |
| 1998 (71. gála)       |                                 |                           |                             |        |
| James Coburn          | Kisvárosi gyilkosság            | Affliction                | Glen Whitehouse             | [ 72 ] |
| Robert Duvall         | Zavaros vizeken                 | A Civil Action            | Jerome Facher               | [ 72 ] |
| Ed Harris             | Truman Show                     | The Truman Show           | Christof                    | [ 72 ] |
| Geoffrey Rush         | Szerelmes Shakespeare           | Shakespeare in Love       | Philip Henslowe             | [ 72 ] |
| Billy Bob Thornton    | Szimpla ügy                     | A Simple Plan             | Jacob Mitchell              | [ 72 ] |
| 1999 (72. gála)       |                                 |                           |                             |        |
| Michael Caine         | Árvák hercege                   | The Cider House Rules     | Dr. Wilbur Larch            | [ 73 ] |
| Tom Cruise            | Magnólia                        | Magnolia                  | Frank T. J. Mackey          | [ 73 ] |
| Michael Clarke Duncan | Halálsoron                      | The Green Mile            | John Coffey                 | [ 73 ] |
| Jude Law              | A tehetséges Mr. Ripley         | The Talented Mr. Ripley   | Dickie Greenleaf            | [ 73 ] |
| Haley Joel Osment     | Hatodik érzék                   | The Sixth Sense           | Cole Sear                   | [ 73 ] |

### 2000-es évek
| 2010 (73. gála)           |                                                         |                                                            |                          |        |
| Benicio del Toro          | Traffic                                                 | Traffic                                                    | Javier Rodriguez         | [ 74 ] |
| Jeff Bridges              | A manipulátor                                           | The Contender                                              | Jackson Evans            | [ 74 ] |
| Willem Dafoe              | A vámpír árnyéka                                        | Shadow of the Vampire                                      | Max Schreck              | [ 74 ] |
| Albert Finney             | Erin Brockovich – Zűrös természet                       | Erin Brockovich                                            | Edward L. Masry          | [ 74 ] |
| Joaquin Phoenix           | Gladiátor                                               | Gladiator                                                  | Commodus császár         | [ 74 ] |
| 2001 (74. gála)           |                                                         |                                                            |                          |        |
| Jim Broadbent             | Iris – Egy csodálatos női elme                          | Iris                                                       | John Bayley              | [ 75 ] |
| Ethan Hawke               | Kiképzés                                                | Training Day                                               | Jake Hoyt                | [ 75 ] |
| Ben Kingsley              | Szexi dög                                               | Sexy Beast                                                 | Don Logan                | [ 75 ] |
| Ian McKellen              | A Gyűrűk Ura: A Gyűrű Szövetsége                        | The Lord of the Rings: The Fellowship of the Ring          | Gandalf                  | [ 75 ] |
| Jon Voight                | Ali                                                     | Ali                                                        | Howard Cosell            | [ 75 ] |
| 2002 (75. gála)           |                                                         |                                                            |                          |        |
| Chris Cooper              | Adaptáció                                               | Adaptation                                                 | John Laroche             | [ 76 ] |
| Ed Harris                 | Az órák                                                 | The Hours                                                  | Richard "Richie" Brown   | [ 76 ] |
| Paul Newman               | A kárhozat útja                                         | Road to Perdition                                          | John Rooney              | [ 76 ] |
| John C. Reilly            | Chicago                                                 | Chicago                                                    | Amos Hart                | [ 76 ] |
| Christopher Walken        | Kapj el, ha tudsz                                       | Catch Me If You Can                                        | Frank Abagnale Sr.       | [ 76 ] |
| 2003 (76. gála)           |                                                         |                                                            |                          |        |
| Tim Robbins               | Titokzatos folyó                                        | Mystic River                                               | Dave Boyle               | [ 77 ] |
| Alec Baldwin              | A szerencseforgató                                      | The Cooler                                                 | Shelly Kaplow            | [ 77 ] |
| Benicio del Toro          | 21 gramm                                                | 21 Grams                                                   | Jack Jordan              | [ 77 ] |
| Djimon Hounsou            | Amerikában                                              | In America                                                 | Mateo                    | [ 77 ] |
| Vatanabe Ken              | Az utolsó szamuráj                                      | The Last Samurai                                           | Lord Moritsugu Katsumoto | [ 77 ] |
| 2004 (77. gála)           |                                                         |                                                            |                          |        |
| Morgan Freeman            | Millió dolláros bébi                                    | Million Dollar Baby                                        | Eddie "Hepaj" Dupris     | [ 78 ] |
| Alan Alda                 | Aviátor                                                 | The Aviator                                                | Owen Brewster            | [ 78 ] |
| Thomas Haden Church       | Kerülőutak                                              | Sideways                                                   | Jack Cole                | [ 78 ] |
| Jamie Foxx                | Collateral – A halál záloga                             | Collateral                                                 | Max Durocher             | [ 78 ] |
| Clive Owen                | Közelebb                                                | Closer                                                     | Larry Gray               | [ 78 ] |
| 2005 (78. gála)           |                                                         |                                                            |                          |        |
| George Clooney            | Sziriana                                                | Syriana                                                    | Bob Barnes               | [ 79 ] |
| Matt Dillon               | Ütközések                                               | Crash                                                      | Ryan John                | [ 79 ] |
| Paul Giamatti             | A remény bajnoka                                        | Cinderella Man                                             | Joe Gould                | [ 79 ] |
| Jake Gyllenhaal           | Brokeback Mountain – Túl a barátságon                   | Brokeback Mountain                                         | Jack Twist               | [ 79 ] |
| William Hurt              | Erőszakos múlt                                          | A History of Violence                                      | Richie Cusack            | [ 79 ] |
| 2006 (79. gála)           |                                                         |                                                            |                          |        |
| Alan Arkin                | A család kicsi kincse                                   | Little Miss Sunshine                                       | Edwin Hoover             | [ 80 ] |
| Jackie Earle Haley        | Apró titkok                                             | Little Children                                            | Ronald James McGorvey    | [ 80 ] |
| Djimon Hounsou            | Véres gyémánt                                           | Blood Diamond                                              | Solomon Vandy            | [ 80 ] |
| Eddie Murphy              | Dreamgirls                                              | Dreamgirls                                                 | James "Villám" Early     | [ 80 ] |
| Mark Wahlberg             | A tégla                                                 | The Departed                                               | Sean Dignam              | [ 80 ] |
| 2007 (80. gála)           |                                                         |                                                            |                          |        |
| Javier Bardem             | Nem vénnek való vidék                                   | No Country for Old Men                                     | Anton Chigurh            | [ 81 ] |
| Casey Affleck             | Jesse James meggyilkolása, a tettes a gyáva Robert Ford | The Assassination of Jesse James by the Coward Robert Ford | Robert Ford              | [ 81 ] |
| Philip Seymour Hoffman    | Charlie Wilson háborúja                                 | Charlie Wilson's War                                       | Gust Avrakotos           | [ 81 ] |
| Hal Holbrook              | Út a vadonba                                            | Into the Wild                                              | Ron Franz                | [ 81 ] |
| Tom Wilkinson             | Michael Clayton                                         | Michael Clayton                                            | Arthur Edens             | [ 81 ] |
| 2008 (81. gála)           |                                                         |                                                            |                          |        |
| Heath Ledger (posztumusz) | A sötét lovag                                           | The Dark Knight                                            | Joker                    | [ 82 ] |
| Josh Brolin               | Milk                                                    | Milk                                                       | Dan White                | [ 82 ] |
| Robert Downey Jr.         | Trópusi vihar                                           | Tropic Thunder                                             | Kirk Lazarus             | [ 82 ] |
| Philip Seymour Hoffman    | Kétely                                                  | Doubt                                                      | Brendan Flynn atya       | [ 82 ] |
| Michael Shannon           | A szabadság útjai                                       | Revolutionary Road                                         | John Givings Jr.         | [ 82 ] |
| 2009 (82. gála)           |                                                         |                                                            |                          |        |
| Christoph Waltz           | Becstelen brigantyk                                     | Inglourious Basterds                                       | Hans Landa               | [ 83 ] |
| Matt Damon                | Invictus – A legyőzhetetlen                             | Invictus                                                   | Francois Pienaar         | [ 83 ] |
| Woody Harrelson           | A harcmező hírnökei                                     | The Messenger                                              | Tony Stone százados      | [ 83 ] |
| Christopher Plummer       | Aztán mindennek vége                                    | The Last Station                                           | Lev Tolsztoj             | [ 83 ] |
| Stanley Tucci             | Komfortos mennyország                                   | The Lovely Bones                                           | George Harvey            | [ 83 ] |

### 2010-es évek
| 2010 (83. gála)        |                                          |                                           |                         |        |
| Christian Bale         | A harcos                                 | The Fighter                               | Dicky Eklund            | [ 84 ] |
| John Hawkes            | Winter’s Bone – A hallgatás törvénye     | Winter's Bone                             | Teardrop Dolly          | [ 84 ] |
| Jeremy Renner          | Tolvajok városa                          | The Town                                  | James "Jem" Coughlin    | [ 84 ] |
| Mark Ruffalo           | A gyerekek jól vannak                    | The Kids Are All Right                    | Paul Hatfield           | [ 84 ] |
| Geoffrey Rush          | A király beszéde                         | The King's Speech                         | Lionel Logue            | [ 84 ] |
| 2011 (84. gála)        |                                          |                                           |                         |        |
| Christopher Plummer    | Kezdők                                   | Beginners                                 | Hal Fields              | [ 85 ] |
| Kenneth Branagh        | Egy hét Marilynnel                       | My Week with Marilyn                      | Laurence Olivier        | [ 85 ] |
| Jonah Hill             | Pénzcsináló                              | Moneyball                                 | Peter Brand             | [ 85 ] |
| Nick Nolte             | Warrior – A végső menet                  | Warrior                                   | Paddy Conlon            | [ 85 ] |
| Max von Sydow          | Rém hangosan és irtó közel               | Extremely Loud & Incredibly Close         | The Renter              | [ 85 ] |
| 2012 (85. gála)        |                                          |                                           |                         |        |
| Christoph Waltz        | Django elszabadul                        | Django Unchained                          | Dr. King Schultz        | [ 86 ] |
| Alan Arkin             | Az Argo-akció                            | Argo                                      | Lester Siegel           | [ 86 ] |
| Robert De Niro         | Napos oldal                              | Silver Linings Playbook                   | Patrizio Solitano Sr.   | [ 86 ] |
| Philip Seymour Hoffman | The Master                               | The Master                                | Lancaster Dodd          | [ 86 ] |
| Tommy Lee Jones        | Lincoln                                  | Lincoln                                   | Thaddeus Stevens        | [ 86 ] |
| 2013 (86. gála)        |                                          |                                           |                         |        |
| Jared Leto             | Mielőtt meghaltam                        | Dallas Buyers Club                        | Rayon                   | [ 87 ] |
| Barkhad Abdi           | Phillips kapitány                        | Captain Phillips                          | Abduwali Muse           | [ 87 ] |
| Bradley Cooper         | Amerikai botrány                         | American Hustle                           | Richie DiMaso           | [ 87 ] |
| Michael Fassbender     | 12 év rabszolgaság                       | 12 Years a Slave                          | Edwin Epps              | [ 87 ] |
| Jonah Hill             | A Wall Street farkasa                    | The Wolf of Wall Street                   | Donnie Azoff            | [ 87 ] |
| 2014 (87. gála)        |                                          |                                           |                         |        |
| J. K. Simmons          | Whiplash                                 | Whiplash                                  | Terence Fletcher        | [ 88 ] |
| Robert Duvall          | A bíró                                   | The Judge                                 | Joseph Palmer           | [ 88 ] |
| Ethan Hawke            | Sráckor                                  | Boyhood                                   | Mason Evans Sr.         | [ 88 ] |
| Edward Norton          | Birdman avagy (A mellőzés meglepő ereje) | Birdman                                   | Mike Shiner             | [ 88 ] |
| Mark Ruffalo           | Foxcatcher                               | Foxcatcher                                | David Schultz           | [ 88 ] |
| 2015 (88. gála)        |                                          |                                           |                         |        |
| Mark Rylance           | Kémek hídja                              | Bridge of Spies                           | Rudolf Abel             | [ 89 ] |
| Christian Bale         | A nagy dobás                             | The Big Short                             | Michael Burry           | [ 89 ] |
| Tom Hardy              | A visszatérő                             | The Revenant                              | John Fitzgerald         | [ 89 ] |
| Mark Ruffalo           | Spotlight – Egy nyomozás részletei       | Spotlight                                 | Michael Rezendes        | [ 89 ] |
| Sylvester Stallone     | Creed: Apollo fia                        | Creed                                     | Rocky Balboa            | [ 89 ] |
| 2016 (89. gála)        |                                          |                                           |                         |        |
| Mahershala Ali         | Holdfény                                 | Moonlight                                 | Juan                    | [ 90 ] |
| Jeff Bridges           | A préri urai                             | Hell or High Water                        | Marcus Hamilton         | [ 90 ] |
| Lucas Hedges           | A régi város                             | Manchester by the Sea                     | Patrick Chandler        | [ 90 ] |
| Dev Patel              | Oroszlán                                 | Lion                                      | Saroo Brierley          | [ 90 ] |
| Michael Shannon        | Éjszakai ragadozók                       | Nocturnal Animals                         | Bobby Andes             | [ 90 ] |
| 2017 (90. gála)        |                                          |                                           |                         |        |
| Sam Rockwell           | Három óriásplakát Ebbing határában       | Three Billboards Outside Ebbing, Missouri | Jason Dixon             | [ 91 ] |
| Willem Dafoe           | Floridai álom                            | The Florida Project                       | Bobby Hicks             | [ 91 ] |
| Woody Harrelson        | Három óriásplakát Ebbing határában       | Three Billboards Outside Ebbing, Missouri | Bill Willoughby         | [ 91 ] |
| Richard Jenkins        | A víz érintése                           | The Shape of Water                        | Giles                   | [ 91 ] |
| Christopher Plummer    | A világ összes pénze                     | All the Money in the World                | J. Paul Getty           | [ 91 ] |
| 2018 (91. gála)        |                                          |                                           |                         |        |
| Mahershala Ali         | Zöld könyv – Útmutató az élethez         | Green Book                                | Don Shirley             | [ 92 ] |
| Adam Driver            | Csuklyások – BlacKkKlansman              | BlacKkKlansman                            | Philip "Flip" Zimmerman | [ 92 ] |
| Sam Elliott            | Csillag születik                         | A Star Is Born                            | Bobby Maine             | [ 92 ] |
| Richard E. Grant       | Megbocsátasz valaha?                     | Can You Ever Forgive Me?                  | Jack Hock               | [ 92 ] |
| Sam Rockwell           | Alelnök                                  | Vice                                      | George W. Bush          | [ 92 ] |
| 2019 (92. gála)        |                                          |                                           |                         |        |
| Brad Pitt              | Volt egyszer egy Hollywood               | Once Upon a Time in Hollywood             | Cliff Booth             | [ 93 ] |
| Tom Hanks              | Egy kivételes barát                      | A Beautiful Day in the Neighborhood       | Fred Rogers             | [ 93 ] |
| Anthony Hopkins        | A két pápa                               | The Two Popes                             | XVI. Benedek pápa       | [ 93 ] |
| Al Pacino              | Az ír                                    | The Irishman                              | Jimmy Hoffa             | [ 93 ] |
| Joe Pesci              | Az ír                                    | The Irishman                              | Russell Bufalino        | [ 93 ] |

### 2020-as évek
| Év                     | Színész                         | Színész                           | Magyar cím                 | Eredeti cím             | Szerep | Ref. |
| ---------------------- | ------------------------------- | --------------------------------- | -------------------------- | ----------------------- | ------ | ---- |
| 2020 / 2021 (93. gála) |                                 |                                   |                            |                         |        |      |
| Daniel Kaluuya         | Júdás és a Fekete Messiás       | Judas and the Black Messiah       | Fred Hampton               | [ 95 ]                  |        |      |
| Sacha Baron Cohen      | A chicagói 7-ek tárgyalása      | The Trial of the Chicago 7        | Abbie Hoffman              | [ 95 ]                  |        |      |
| Leslie Odom Jr.        | Egy éj Miamiban…                | One Night in Miami…               | Sam Cooke                  | [ 95 ]                  |        |      |
| Paul Raci              | A metál csendje                 | Sound of Metal                    | Joe                        | [ 95 ]                  |        |      |
| Lakeith Stanfield      | Júdás és a Fekete Messiás       | Judas and the Black Messiah       | William O'Neal             | [ 95 ]                  |        |      |
| 2021 (94. gála)        |                                 |                                   |                            |                         |        |      |
| Troy Kotsur            | CODA                            | CODA                              | Frank Rossi                | [ 96 ]                  |        |      |
| Ciarán Hinds           | Belfast                         | Belfast                           | Pop                        | [ 96 ]                  |        |      |
| Jesse Plemons          | A kutya karmai közt             | The Power of the Dog              | George Burbank             | [ 96 ]                  |        |      |
| Kodi Smit-McPhee       | A kutya karmai közt             | The Power of the Dog              | Peter Gordon               | [ 96 ]                  |        |      |
| J. K. Simmons          | Az élet Ricardóéknál            | Being the Ricardos                | William Frawley            | [ 96 ]                  |        |      |
| 2022 (95. gála)        |                                 |                                   |                            |                         |        |      |
| Ke Huy Quan            | Minden, mindenhol, mindenkor    | Everything Everywhere All at Once | Waymond Wang               | [ 97 ]                  |        |      |
| Brendan Gleeson        | A sziget szellemei              | The Banshees of Inisherin         | Colm Doherty               | [ 97 ]                  |        |      |
| Barry Keoghan          | A sziget szellemei              | The Banshees of Inisherin         | Dominic Kearney            | [ 97 ]                  |        |      |
| Brian Tyree Henry      | A kiút                          | Causeway                          | James Aucoin               | [ 97 ]                  |        |      |
| Judd Hirsch            | A Fabelman család               | The Fabelmans                     | Boris Podgorny             | [ 97 ]                  |        |      |
| 2023 (96. gála)        |                                 |                                   |                            |                         |        |      |
| Robert Downey Jr.      | Oppenheimer                     | Oppenheimer                       | Lewis Strauss              | [ 98 ]                  |        |      |
| Sterling K. Brown      | Amerikai irodalom               | American Fiction                  | Clifford "Cliff" Ellison   | [ 98 ]                  |        |      |
| Robert De Niro         | Megfojtott virágok              | Killers of the Flower Moon        | William King Hale          | [ 98 ]                  |        |      |
| Ryan Gosling           | Barbie                          | Barbie                            | Ken                        | [ 98 ]                  |        |      |
| Mark Ruffalo           | Szegény párák                   | Poor Things                       | Duncan Wedderburn          | [ 98 ]                  |        |      |
| 2024 (97. gála)        |                                 |                                   |                            |                         |        |      |
|                        | Kieran Culkin                   | Rokonszenvedés                    | A Real Pain                | Benjamin "Benji" Kaplan | [ 99 ] |      |
| Yura Borisov           | Anora                           | Anora                             | Igor                       |                         | [ 99 ] |      |
| Edward Norton          | Sehol se otthon                 | A Complete Unknown                | Pete Seeger                |                         | [ 99 ] |      |
| Guy Pearce             | A brutalista                    | The Brutalist                     | Harrison Lee Van Buren Sr. |                         | [ 99 ] |      |
| Jeremy Strong          | The Apprentice – A Trump-sztori | The Apprentice                    | Roy Cohn                   |                         | [ 99 ] |      |